# チャイナエアライン676便墜落事故
チャイナエアライン676便墜落事故（チャイナエアライン676びんついらくじこ、中国語繁体字表記：中華航空676號班機、英語：China Airlines Flight 676）は、1998年に発生した航空事故。中国語での通称には「チャイナエアライン大園空難」などがある。
この事故は1994年に名古屋空港（当時）で発生した中華航空140便墜落事故と同じ旅客機の機種、同じ航空会社、同じ着陸態勢、という酷似した状況下で起きた事故であったため、日本でも大きく報道された。

## 概要
1998年2月16日、チャイナエアライン676便のエアバスA300-600R（1990年製造、機体記号B-1814）はインドネシア・デンパサール（バリ島）を出発し台湾の中正国際空港（現・台湾桃園国際空港）に向かった。676便は中正国際空港への着陸のため、小雨と霧の中、滑走路に進入中であった。
676便が滑走路05Lへの着陸の準備をしている最中の20時04分に、操縦士は高度が高すぎるという理由で管制に着陸復行を要求した。中華航空140便墜落事故の悲劇の後、エアバスは操縦桿に33ポンド (15 kg)を超える力が加わると強制的に自動操縦を切るように操縦システムを修正していた。空港への進入時に、空港からわずか6海里 (11 km; 6.9 mi)手前の地点で高度が通常よりも1,000フィート (300 m)高すぎたため、エンジンをアイドルにしてオープンディセント(open descent)モードにしても降下角3度のグライドスロープに乗ることができなかった。したがって高度1,000フィートになるまでに着陸の要件を満たすことはできなかった。着陸チェックリストは1,000フィート以下で実行される。
着陸チェックリストの実行中に操縦士の一人が無意識に操縦桿を押して自動操縦を解除し、解除の通知音が鳴った。操縦士はそのことに注意を払わず、一人がボタンを押して通知音を消した後、二人でチェックリストを継続した。間もなく、まだ3度のグライドスロープを上回っていたので滑走路端を越えてから19秒後に地上から1,475フィート (450 m)で機長は、叫んで着陸復行を開始した。しかし二人は自動操縦が解除されていることに気づいておらず、自動操縦装置が機体を制御すると考えていた。そのため航空機は11秒間誰にも操縦されなかった。着陸復行のためにエンジンが高出力になったため、機体の迎角が急に大きくなり対気速度は急激に低下した。機体は着陸装置を上げ、フラップは20度に設定され、35度のピッチアップで1,723フィート (525 m)を超えて上昇した。機体が2,751フィート (839 m)に達したときには42.7度のピッチアップで45ノット (83 km/h; 52 mph)の対気速度になり、機体は失速した。二人のパイロットはまもなく状況を把握し、自動操縦を有効にしようとしたが、ピッチと対気速度が自動操縦の限度(envelope)を超えていたためできなかった。続いて操縦桿を押して機体を立て直そうとしたが、対気速度が遅すぎるため舵は利かなかった。

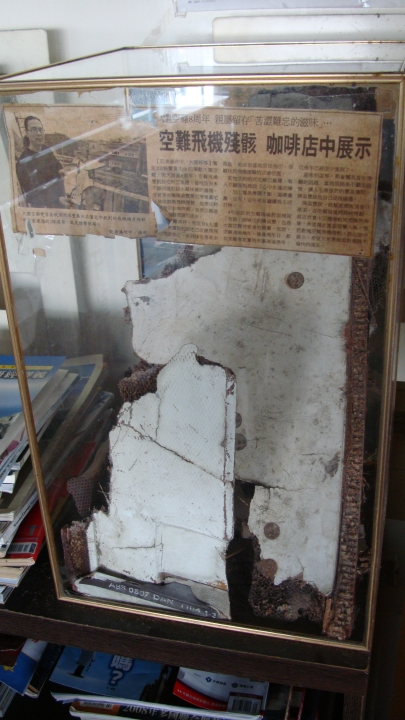
展示されている残骸

676便は滑走路から200フィート (61 m)離れた位置に墜落した。機体は電柱などに衝突し、横滑りしながら付近の民家や養魚場・工場・倉庫を次々と巻きこみ、爆発炎上した。
この事故で、乗員14名・乗客182名の合わせて196名全員と近隣住民7名の合わせて203名が死亡した。搭乗者には東南アジア諸国連合 (ASEAN) 中央銀行総裁会議に出席し、帰路についていた中央銀行総裁の許遠東夫妻及び幹部4名がいた。
この事故の状況は1994年に名古屋空港で発生した同社の同型機（B-1816、本事故機の約2ヶ月後に納入）による事故（中華航空140便墜落事故）に酷似しており、中華航空は過去の事故の教訓を生かすことができなかったとして社会的批判を受けた。
| 国籍         | 旅客 | 乗員 | 地上 | 合計人数 |
| ------------ | ---- | ---- | ---- | -------- |
| 台湾         | 175  | 14   | 7    | 196      |
| アメリカ     | 5    | 0    | 0    | 5        |
| フランス     | 1    | 0    | 0    | 1        |
| インドネシア | 1    | 0    | 0    | 1        |
| 合計人数     | 182  | 14   | 7    | 203      |

## 「華航四年大限」
| 日付          | 便名  | 機種        | 事故発生場所               | 事故の概要                                       | 死傷者数                               |
| ------------- | ----- | ----------- | -------------------------- | ------------------------------------------------ | -------------------------------------- |
| 1994年4月26日 | 140便 | A300B4-622R | 名古屋空港                 | 着陸進入時に失速し墜落                           | 264人死亡，7人負傷                     |
| 1998年2月16日 | 676便 | A300B4-622R | 中正国際空港               | 着陸進入時に失速し墜落、地上の民家などを巻き込む | 機内で196人（全員）死亡、地上で7人死亡 |
| 2002年5月25日 | 611便 | B747-209B   | 澎湖諸島の北東約18kmの海上 | 尻もち事故後の胴体後部の修理ミスによる空中分解   | 225人（全員）死亡                      |

チャイナエアラインは4年ごとに200名の犠牲者を出す大事故を起こすというジンクス（華航四年大限）があるといわれていた。その大事故とは中華航空140便墜落事故（1994年）、この事故（1998年・大園空難）、そしてチャイナエアライン611便空中分解事故（2002年）である。2002年から数えて4年目となる2006年には事故を起こさなかった。翌2007年には沖縄・那覇空港に着陸して駐機中だったボーイング737型機が炎上する事故を起こした（チャイナエアライン120便炎上事故。死者なし）が、2002年から2023年まで、チャイナエアラインでの死亡事故は1件も起きていない。

## 映像化
- メーデー!:航空機事故の真実と真相 第22シーズン第5話「Eleven Deadly Seconds」